# Rhododendron oblongifolium
Rhododendron viscosum là một loài thực vật có hoa trong họ Thạch nam. Loài này được (Small) Millais miêu tả khoa học đầu tiên năm 1917.

## Hình ảnh

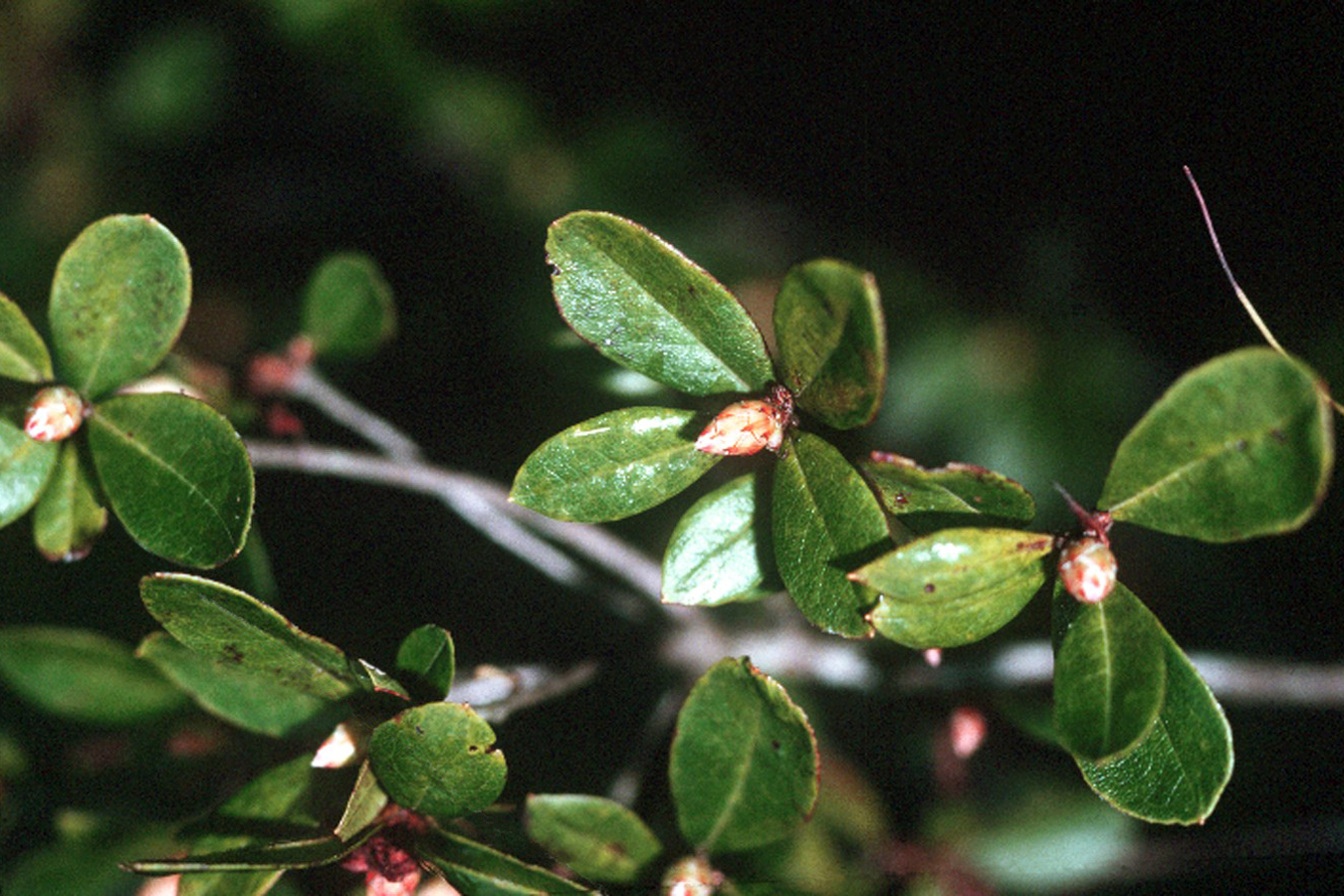
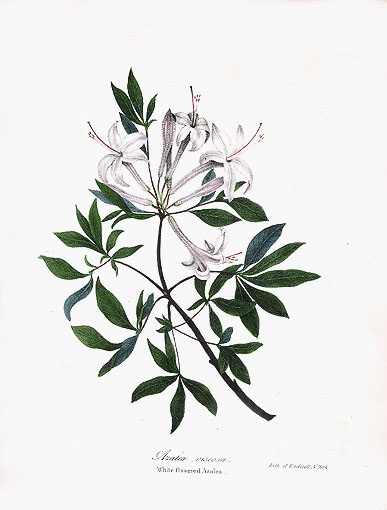